# Ambassade van Suriname in Venezuela
De ambassade van Suriname in Venezuela staat in Caracas.
Enkele weken na de Surinaamse onafhankelijkheid van 25 november 1975 gaf de regering aan zes ambassades in het buitenland te willen realiseren, waaronder een in Caracas. De ambassade werd in 1976 gevestigd met Percy Wijngaarde als eerste ambassadeur. Ervoor had hij vanaf 1971 al diplomatieke ervaring opgedaan als consul-generaal in Guyana.
De ambassade van Venezuela in Paramaribo werd in 2017 gesaneerd. De laatste ambassadeur was Olga Diaz Martinez; zij was in 2013 aangetreden.

## Ambassadeurs
Het volgende overzicht is niet compleet.
| Ambassadeur       | start           | vertrek       | opmerking |
| ----------------- | --------------- | ------------- | --------- |
| Percy Wijngaarde  | 1976            | 1979          |           |
| Donald McLeod     | 1979            |               |           |
| Samuel Pawironadi | 2007            | in of na 2011 |           |
| Gillian Adjako    | 31 januari 2019 |               |           |
| Gustaaf Samjadi   | 2022            |               |           |